# بانکداری مستقیم
بانک مستقیم (به انگلیسی: Direct bank) به یک روش بانکداری گفته می‌شود که بدون شبکه سنتی شعبه است و خدمات مالی خود را توسط بانکداری الکترونیک و تلفنی به مشتریان عرضه می‌نماید.
با حذف هزینه‌های مربوط به حضور فیزیکی شعبه‌ها و کارمندان آن٬ این نوع بانک می‌تواند به مقدار بسیاری در هزینه‌ها صرفه‌جویی کرده و در پی آن نرخ بهره بالاتر و کمیسیون بانکی پایین‌تری را به مشتریان خود بدهد.

## بانک‌های مستقیم شناخته‌شده
- بخش‌هایی از الای فایننشل
- کپیتال وان
- دیسکاور کارت, زیرمجموعه دیسکاور فایننشال
- بخشی از اچ‌اس‌بی‌سی
- گروه آی‌ان‌جی
- بخشی از رابوبانک
- بخشی از اسکوشیابانک
- بخشی از بانک ملی استرالیا
- بخشی از رایفیزن زندرال‌بانک